# Universitas Islam Indonesia
Universitas Islam Indonesia – indonezyjska uczelnia prywatna w Yogyakarcie (wyspa Jawa). Została założona w 1945 roku.